# Johann Joachim Schröder
Pour les articles homonymes, voir Schröder.
Johann Joachim Schröder (1680-1756) est un orientaliste et historien allemand.

## Biographie
Né à Neukirchen dans la Hesse-Cassel, il enseigne les langues orientales et l'histoire ecclésiastique à l'université de Marbourg.

## Œuvres
Son ouvrage principal est une grammaire arménienne, considéré comme la meilleure de son époque : 
- Thesaurus linguae armenicae, antiquae et hodiernae, cum varia praxios materia, cujus elenchum sequens pagella exhibet, Amsterdam, 1711. Contenu : 
  - I. Dissertatio de antiquitate, fatis, indole atque usu linguae armenicae.
  - II. Grammatica & prosodia antique lingua.
  - III. Confessio Ecclesiae armenicae latine reddita.
  - IV. Synopsis hodiernae civilis Armenorum linguae.
  - V. Dialogi tres de sacris, secularibus, & domesticis rebus Armenorum.
  - VI. Epistolographia, praxis grammatica & indices.